# Lee Shubert
Lee Shubert, właśc. Levi Schubart (ur. 25 marca 1871 we Władysławowie, zm. 25 grudnia 1953 w Nowym Jorku) – amerykański operator sieci teatrów i producent teatralny.

## Życiorys
Urodził się w rodzinie żydowskiej, jako syn Duvvida Schubarta i Katriny Helwitz, we Władysławowie, w guberni suwalskiej Kongresówki, części Imperium Rosyjskiego. Shubert miał 11 lat kiedy rodzina wyemigrowała do Stanów Zjednoczonych i osiedliła się w Syracuse, gdzie mieszkało już wiele rodzin żydowskich z ich rodzinnego miasta. Alkoholizm ojca trzymał rodzinę w trudnej sytuacji finansowej, a Lee Shubert zaczął pracować, sprzedając gazety na rogu ulicy. Za pożyczone pieniądze on i młodsi bracia Sam i Jacob rozpoczęli przedsięwzięcie biznesowe, które doprowadziło ich do odnoszących sukcesy operatorów kilku kin w północnej części stanu Nowy Jork.
Bracia Shubert postanowili rozszerzyć działalność na ogromny rynek Nowego Jorku i pod koniec marca 1900 roku wynajęli Herald Square Theatre na rogu Broadwayu i 35th Street na Manhattanie. Zostawiając młodszego brata Jacoba w domu, aby zarządzał swoimi istniejącymi teatrami, Lee i Sam Shubert przenieśli się do Nowego Jorku, gdzie leasingowali Winter Garden i założyli Shubert Theatres.
Ponieważ Shubertowie nie mogli korzystać z teatrów kontrolowanych przez niemal monopolistyczny Theatrical Syndicate, wystawiali przedstawienia w wynajętych namiotach cyrkowych, mieszcząc „trzy razy więcej klientów niż typowy teatr”. W 1910 roku utworzyli „Independent National Theatre Owner's Association”, co spowodowało ucieczkę wielu teatrów z całego kraju, wcześniej zrzeszonych w Theatrical Syndicate. W 1922 roku ogłoszono, że „Lee Shubert i A.L. Erlanger (…) rywale od dwudziestu lat” osiągnęli robocze porozumienie.
Shubert był upartym biznesmenem, krytykowanym za nastawienie na pieniądze i władzę, przy niewielkim zainteresowaniu kulturą. Był znany z tego, że zabraniał krytykom wstępu do wszystkich swoich teatrów, jeśli napisali coś, co go zdenerwowało. Zachowanie to było powszechne do tego stopnia, że zmieniono prawo w stanie Nowy Jork, aby zapobiec takim praktykom. Niemniej jednak dostrzegł potrzebę przyciągnięcia czołowych aktorów teatralnych z europejskich teatrów o długiej tradycji, jak Gaby Deslys, do występów w nowych teatrach na Broadwayu. Po katastrofalnej inscenizacji Hamleta w 1901 roku w konkurencyjnym teatrze francuska aktorka Sarah Bernhardt przyrzekła sobie, że nigdy nie wróci do Ameryki Północnej, dopóki Lee Shubert nie przekonał jej do występu dla jego firmy w 1905 roku.
Lee Shubert zmarł w Nowym Jorku 25 grudnia 1953 roku w wieku 82 lat i został pochowany na cmentarzu rodzinnym na cmentarzu Salem Fields na Brooklynie.

## Życie osobiste
Był żonaty z Marcellą Swanson. Wcześniej pobrali się w tajemnicy 29 lipca 1936 roku w Niemczech i rozwiedli się we wrześniu 1948 roku w Reno w stanie Nevada. Pobrali się ponownie w Miami w marcu 1949 roku.  